# Mark Charig
Mark Charig (Londra, 22 febbraio 1944) è un trombettista e cornettista britannico di musica jazz e rock progressivo.
È stato particolarmente attivo tra la fine degli anni sessanta e i primi settanta, suonando con artisti di rilievo come Keith Tippett e con i gruppi Soft Machine e King Crimson.

## Biografia

### Inizi
Charig imparò a suonare da solo e i primi gruppi in cui entrò si esibivano in musica blues e soul. Il primo evento importante della carriera fu nel 1966, quando suonò nel tour europeo di Stevie Wonder. Nello stesso periodo fu membro dei Bluesology di Long John Baldry, al fianco del sassofonista Elton Dean.

### Collaborazioni con Tippett e Dean
Si mise poi in luce nella scena dell'underground jazz londinese; particolare importanza ebbe l'incontro con il pianista Keith Tippett, insieme a Elton Dean e al trombonista Nick Evans formarono il Keith Tippett Sextet, in cui suonò dal 1968 al 1970. La collaborazione con Keith Tippett, leader del gruppo, sarebbe continuata per diversi anni in molti dei progetti del pianista, tra i quali la big band Centipede. La sezione di fiati che compose con Dean e Evans registrò diversi degli album dello stesso Evans e di altri importanti artisti quali i Soft Machine, gruppo di punta della scena di Canterbury, ed i Brotherhood of Breath.

### Township Music
La stagnante atmosfera in cui si trovava il jazz britannico nella metà degli anni sessanta fu ravvivata dai sudafricani Brotherhood of Breath, la cui township music coniugava il free jazz americano con le allegre atmosfere dei ghetti neri di Johannesburg. Charig fu chiamato a far parte del progetto da Chris McGregor, il leader del gruppo, e compare in alcuni degli album che registrarono nei primi anni settanta.
Altre collaborazioni di Charig in questo genere musicale comprendono apparizioni negli album dei Ninesense di Elton Dean, con i quali suonò dal 1975 al 1978, della Dedication Orchestra, una band di tributo ai Brotherhood of Breath, e del bassista sudafricano Harry Miller. Ha inoltre suonato con il sassofonista inglese Mike Osborne.

### Rock progressivo
L'apparizione di Charig nell'album Fourth dei Soft Machine nel 1971, fece seguito a quella nell'album di esordio di Robert Wyatt, batterista della band. Ma fu con i King Crimson di Robert Fripp che Charig ottenne la maggiore notorietà, pur avendo suonato solo tra il 1970 ed il 1971 negli album Lizard e Islands. In entrambi gli album suona anche Keith Tippett, in Lizard compare anche Nick Evans, mentre Dean suona in Islands, nel quale è di rilievo un lungo assolo di Charig nella title track.

### Altri lavori
A metà anni settanta andò in tournée con i Red Brass, che comprendevano la cantante Annie Lennox. L'unico album da solista di Charig, Pipedream, fu pubblicato nel 1977 dalla Ogun Records e realizzato con Tippett e la cantante Ann Winter. Verso la fine degli anni settanta, Charig suonò spesso in Germania, dove registrò MLA, con Fred Van Hove, Radu Malfatti e Paul Rutherford. Nel 1983 fece parte della Scoop Ensemble, del bassista francese Didier Levallet.
Altre collaborazioni comprendono la raccolta del 2004 Anglo American del clarinettista progressive Gary Windo, alcuni lavori che fanno capo al bassista dei Soft Machine Hugh Hopper e l'album del 2003 [KJU:] di improvvisazione per quartetto con il gruppo Quatuohr. È attualmente membro stabile della London Jazz Composers Orchestra, con cui ha inciso molti album, gruppo formato nel 1974 dal contrabbassista inglese Barry Guy.